# Port lotniczy Visoko
Port lotniczy Visoko – port lotniczy zlokalizowany w Visoko (Bośnia i Hercegowina, Federacja Bośni i Hercegowiny).